# Menara Kuala Lumpur
Der Menara Kuala Lumpur (kurz Menara KL, engl.: Kuala Lumpur Tower, bzw. KL Tower) ist mit 421 Metern der höchste Fernsehturm Malaysias und der siebthöchste der Welt. Er steht auf dem 90 Meter hohen Bukit Nanas (deutsch: Ananashügel) in der malaysischen Hauptstadt und ermöglicht somit den Blick von oben auf die Petronas Towers. Eigentümerin des Turms ist eine Tochtergesellschaft der Telekom Malaysia.

## Geschichte
Die Bauarbeiten zum Menara KL lassen sich in drei Phasen gliedern. In der ersten Phase, die am 4. Oktober 1991 begann, wurde der Bauplatz am Jalan Punchak vorbereitet und mit den Aushubarbeiten begonnen. Die Arbeiten waren am 15. August 1992 abgeschlossen. In der zweiten Phase wurde ab dem 6. Juli 1992 das Fundament gegründet und 50.000 Kubikmeter Beton innerhalb von 31 Stunden in die Baugrube gegossen. Die Fundamentarbeiten wurden am 15. April 1993 beendet.
Erst im Mai des Folgejahres begann man den Turmschaft hochzuziehen und den Turmkorb zu errichten. Der 317 Meter hohe Turmschaft hat am Fuß einen Durchmesser von 24,5 Meter, am Übergang zum Turmkorb misst er 13,16 Meter. Der im Gleitschalungsverfahren errichtete Baukörper hat eine Oberfläche von 83.000 Quadratmetern. Das Richtfest mit der Installation des Antennenmastes fand am 13. September 1994 statt. Im Anschluss wurden die Publikums- und Sicherheitseinrichtungen installiert. Für Besucher erstmals geöffnet war der Turm am 23. Juli 1996. Die offizielle Eröffnungszeremonie fand am 1. Oktober 1996 im Beisein des damaligen Premierministers Mahathir bin Mohamad statt.

## Beschreibung

### Architektur und Bautechnik
Das Fundament des Fernsehturms ragt 17 Meter in die Tiefe und hat einen maximalen Durchmesser von 54 Meter. Der Schaft hat einen Durchmesser von 24,5 Meter der sich bis auf 13,6 Meter verjüngt. Die Dicke des Turmschafts variiert zwischen 1,4 Meter und 60 Zentimeter. Vier Schnellaufzüge befördern die Besucher bis zum achtgeschossigen Turmkorb, der sich auf einer Höhe von 276 Meter befindet. Alternativ stehen 2058 Stufen zur Verfügung. Der Turmkorb hat sechs Hauptebenen mit einer Gesamtfläche von 7770 Quadratmeter, einem Aussichtsdeck sowie einem Drehrestaurant. Der Turmkorb hat in seiner maximalen Ausdehnung einen Durchmesser von 49,8 Meter. Die Decken in diesem Baukörper wurden als Verbundkonstruktion gefertigt und bestehen jeweils aus 32 durch stählerne Ringträger getragene Segmente, 16 radiale Rahmen aus Walzprofilen. Der Antennenträger besteht aus einer vierwandigen Fachwerkkonstruktion. Die Stahlantenne auf dem Dach ist 86 Meter hoch. Die Gesamtmasse des Turms beträgt 100.000 Tonnen, davon 45.000 Tonnen Beton, 5.300 Tonnen bewehrter Beton. Die Stahlkonstruktionen haben eine Masse von 1.300 Tonnen.
Der Turm verbindet islamische Architekturelemente mit moderner Baukunst. Ungewöhnlich ist der leicht profilierte Turmschaft, der damit an die Gestaltung von klassischen Säulen erinnert. Die Eingangshalle ist mit Glas verkleideten Kuppeln verziert, die bei entsprechendem Licht wie Diamanten glitzern.

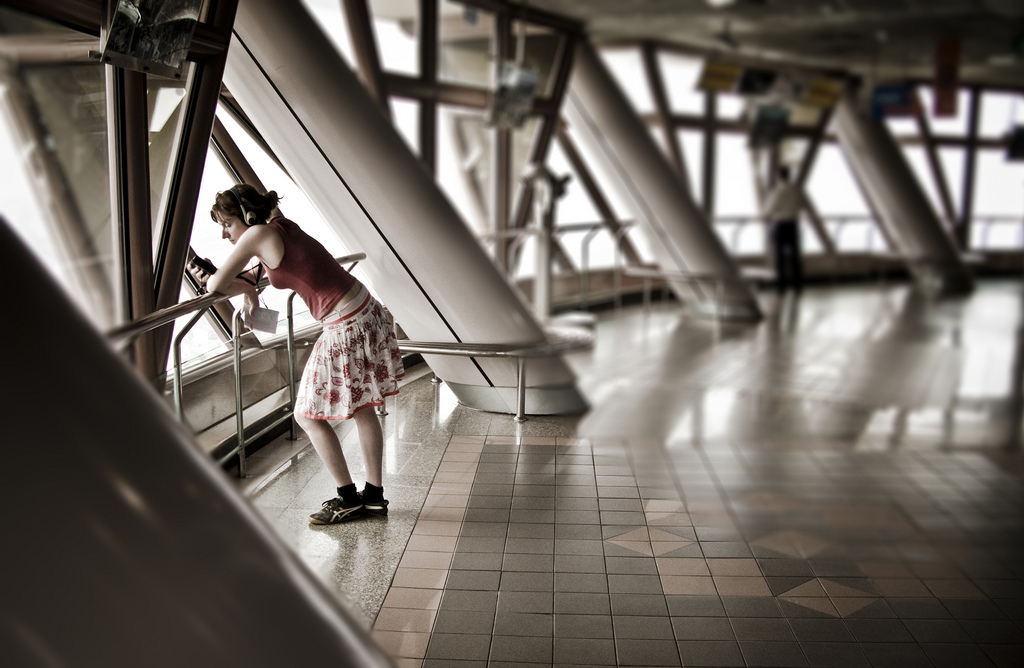
Besucherplattform

Die Etagen des Turmkorbs teilen sich in folgende Nutzungsbereiche auf:
| Ebene | Höhe      | Funktion                            |
| ----- | --------- | ----------------------------------- |
| 6     | 318 Meter | Betriebsebene für den Sendebetrieb  |
| 5     | 311 Meter | Betriebsraum für den Turm           |
| 4     | 301 Meter | Betriebsebene für Telekommunikation |
| 3     | 293 Meter | Bankettsaal                         |
| 2     | 283 Meter | Drehrestaurant                      |
| 1     | 276 Meter | Aussichtsplattform                  |
| 0     | 270 Meter | Fluchtareal für Notfälle            |

Zwischen der 6. Ebene und dem Dach auf 335 Meter existiert noch ein Zwischengeschoss.
Architekten des Turms waren Kumpulan Senireka Sdn. Bhd., die Bauausführung oblag dem deutschen Bauunternehmen Wayss & Freytag. Technische Unterstützung erfuhr das Projekt vom Ingenieurbüro Arup und der in Kuala Lumpur ansässigen Niederlassung Arup Jururunding.

### Nutzung
Der Turm ist für die Öffentlichkeit als Aussichtsturm geöffnet. Das Drehrestaurant fasst 300 Gäste und dreht sich in 90 Minuten um die eigene Achse. Daneben stellt der Betreiber auf dem Dach des Turmkorbs auf 335 Meter Höhe eine Base-Jumping-Station. Dazu finden seit 1999 auch internationale Sprungveranstaltungen statt. Am Turmfuß befindet sich ein Gebäude mit 80'417,5 Quadratmetern Nutzfläche, das unter anderem ein kleines Theater für bis zu 50 Zuschauer Platz bietet und ein Amphitheater mit bis zu 250 Plätzen.
Der Menara KL dient als Sendeturm für Richtfunk, GSM, Notruffunkverbindungen sowie für Radio- und Fernsehprogramme. Darüber hinaus erfüllt er für die Marine, das Meteorologische Institut und das Verkehrsamt die Funktion als Messstation.

## Sonstiges
Der Menara Kuala Lumpur ist Motiv auf der Rückseite des Zwei-Ringgit-Scheins der dritten Serie, die seit 1996 in Umlauf ist.